# هیرسیهورن
هیرسیهورن (به لاتین: Hirsihorn) یک کوه در سوئیس است که در کانتون وله واقع شده‌است. هیرسیهورن ۳٬۰۷۶ متر بالاتر از سطح دریا واقع شده‌است.